# Andreas Buser
Andreas Stefan Buser (* 1971) ist ein Schweizer Hämatologe und Universitätsprofessor.

## Leben
1998 wurde Buser an der Universität Basel promoviert. Bis 2005 war er am Unispital Basel tätig, anschliessend am Leids Universitair Medisch Centrum in Leiden. 2007 kehrte er ans Unispital Basel zurück, wo er seit 2012 Privatdozent war und seit 2018 Professor und Leiter des Bereichs Transfusionsmedizin (Hämatologie) ist. Seit 2008 ist er zusätzlich Leiter des Blutspendezentrums beider Basel.
Buser ist Past-Präsident der Schweizerischen Vereinigung für Transfusionsmedizin (SVTM).

## Werk
Seine rund 250 Publikationen beschäftigten sich u. a. mit hämatologischen und transfusionsmedizinischen Fragestellungen wie hämatologischen Malignomen oder myeloproliferativen Störungen. Seit Beginn der COVID-19-Pandemie widmet sich Buser auch der passiven Immunisierung.
Bei ResearchGate sind 250 Publikationen von Buser aufgeführt. Die Publikation A gain-of-function mutation of JAK2 in myeloproliferative disorders wurde über 4000-mal zitiert.
Laut Google Scholar hat er einen h-Index von 44.